# 科村
科村（法語：Queaux，法語發音：[ko]）是法国新阿基坦大区维埃纳省的一个市镇，属于蒙莫里永区。

## 地理
科村（46°19'37"N, 0°40'4"E）面积52.64 平方千米，位于法国新阿基坦大区维埃纳省，该省份为法国中西部省份，北起曼恩-卢瓦尔省和安德尔-卢瓦尔省，西接德塞夫勒省，南至夏朗德省，东南接上维埃纳省，东临安德尔省。
与科村接壤的市镇（或旧市镇、城区）包括：布雷斯、古埃克斯、穆萨克、佩尔萨克、于松迪普瓦图、勒维让。

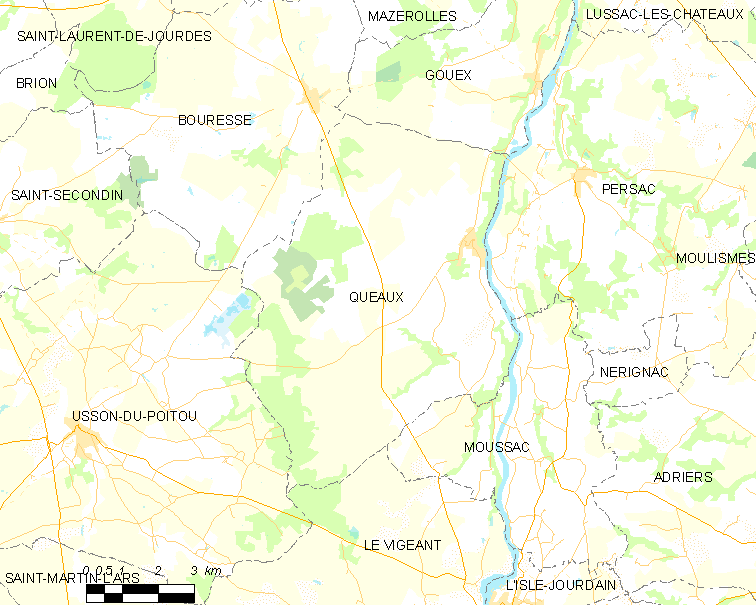
科村的OSM定位图

科村的时区为UTC+01:00、UTC+02:00（夏令时）。

## 行政
科村的邮政编码为86150，INSEE市镇编码为86203。

## 政治
科村所属的省级选区为吕萨克堡县。

## 人口

1962-2008年间科村人口变化图示

科村于2022年1月1日时的人口数量为570人。